# AMD 900 芯片组系列
AMD 900晶片組系列是由AMD研發的晶片組，2011年推出。AMD 900晶片組基於AMD 800晶片組改進研發，採用Socket AM3+插槽，支援32納米之AMD處理器（主要是AMD FX），HyperTransport版本升級至Hypertransport 3.1（頻寬高達6.4GT/s），完美支援AMD OverDrive實現簡易超頻，且研發過程中還得到了NVIDIA的授權和技術支援以在AMD 900晶片組上實現SLI。
南橋晶片方面推出了SB800系列南橋晶片的改進版SB900系列南橋晶片。

## 產品線、特性
AMD 900系列晶片組均支援以下特性
- 支援使用Socket AM3+和Socket AM3之AMD處理器
- 支援HyperTransport 3.1和PCI Express 2.0
- 支援SLI和CrossFireX
- 支援SATA 6 Gbit/s
- 最高提供14個USB2.0插槽
- IOMMU[2]

但仍然沒有USB 3.0的支援。

### 990FX
- PCI Express 2.0 (2條x16或4條x8的插槽佈置 )
- 最高支援4塊顯示卡
- TDP為19.6W[2]
- 搭配南橋晶片為SB710/SB750/SB810/SB850/SB920/SB950

### 990X
- PCI Express 2.0 (1條x16或2條x8的插槽佈置)
- 最高支援2塊顯示卡
- TDP為14W [2]
- 搭配南橋晶片為SB710/SB750/SB810/SB850/SB920/SB950

### 980G
- PCI Express 2.0 (單條x16的插槽佈置)
- Radeon HD 4250整合式顯示核心（核心時脈560MHz，支援主板集成顯示記憶體；可使用DDR3-1333內存；支援ATI PowerPlay省電技術）
- TDP為18W
- 搭配南橋晶片為SB710/SB750/SB810/SB850/SB920/SB950

實際上是880G的重命名。

### 970
- PCI Express 2.0 (單條x16的插槽佈置)
- TDP為13.6W[2]
- 搭配南橋晶片為SB710/SB750/SB810/SB850/SB920/SB950

## 南橋晶片
首款推出的南橋晶片SB950基於SB850大幅改進穩定性，除了SB850的特性外，性能和穩定性均與SB850相比更佳。但SB920不支援RAID。

## 外部連結
- AMD 900系列晶片組（页面存档备份，存于）
  - AMD 990FX晶片組（页面存档备份，存于）
  - AMD 990X晶片組（页面存档备份，存于）
  - AMD 980G晶片組（页面存档备份，存于）
  - AMD 970晶片組（页面存档备份，存于）